# Ахундов Бахман Юсіф огли
Бахман Юсіф огли Ахундов (азерб. Bəhman Yusif oğlu Axundov, 28 грудня 1910, Ерівань — 1984) — азербайджанський радянський економіст, заслужений економіст Азербайджанської РСР, член-кореспондент АН Азербайджанської РСР.

## Біографія
Ахундов Бахман народився 28 грудня 1910 року в Ерівані (нині — Єреван).
У 1945 — 1959 роках працював головним науковим співробітником Інституту економіки АН Азербайджанської РСР. У 1952 — 1966 роках — професор кафедри політичної економії Азербайджанського державного університету. В 1966 — 1974 роках працював на посаді проректора з наукової роботи Азербайджанського інституту народного господарства. З 1974 року працював професором кафедри політичної економії Азербайджанського інституту народного господарства.

## Наукові праці
- Монополістичний капітал в дореволюційній бакинській нафтовій промисловості[1]. Москва, 1959
- Соціально-економічні погляди М. Ф. Ахундова і Гасанбека Зардабі. Баку, 1961
- Предмет і метод марксистсько-ленінської політичної економії. 167 с. видавництво «Элм», Баку, 1983[2]